# バーブ佐竹
バーブ 佐竹（バーブ さたけ、1935年2月7日 - 2003年12月5日）は、日本の男性歌手である。本名は佐武 豊（さたけ ゆたか）。作曲家としてのペンネームはシナ・トラオ。
芸名は、本名の「佐武」を「さぶ」と読み間違えられることが多かったため、正しい読みの「さたけ」に「竹」を充て、竹を英訳した「バンブー (bamboo)」から「バーブ」を冠したものである。

## 来歴・人物
北海道釧路市出身。22歳の時、歌手を志して上京。流しのギター弾き・ナイトクラブの専属歌手など長い下積み生活を経て、1964年（昭和39年）12月、『女心の唄』でレコードデビュー。250万枚を超える大ヒットとなり、翌1965年の第7回日本レコード大賞新人賞を受賞。NHK紅白歌合戦にも同年から4年連続で出場した。
独特の低音の歌声は「バーブ節」と呼ばれ、その後も『ネオン川』、『カクテル小唄』などがヒット。また、特徴的な顔立ちを表した「顔じゃないよ、心だよ」のキャッチフレーズは流行語となり、牧伸二、菅原洋一らと「モスラ会」を結成して話題になったこともある。1970年代に「バーブ佐竹は淡谷のり子とディック・ミネの間に出来た子」というブラックジョークが流れ、本気にした週刊誌記者が淡谷、ディックのもとに取材にきたことがある。この際、淡谷は「冗談じゃないわよ、あんな小汚いの」と一蹴した。
2003年（平成15年）12月5日、多臓器不全により死去した。満68歳没。

## ディスコグラフィー

### シングル
- 女心の唄／白い太陽（1964年12月、キングレコード、BS-136）
- 女心の唄／番外地ブルース（1965年、朝日ソノラマ、F-14）-　ソノシート
- 女心の唄／真赤なバラよ（ケイブンシャ、NO.129）-　ソノシート
- 番外地ブルース（キングレコード、BS-201）-　片面は小野由紀子の「オホーツクの海」
- 加奈子の雨／真赤なバラよ （1965年、キングレコード、BS-255）
- カクテル小唄／大阪無情（1965年、キングレコード、BS-290）
- 上海帰りのリル／銀座の蝶（1966年、キングレコード、BS-337）
- 銀座は恋の十字路（1966年、キングレコード、BS-369）-　片面は、南かおるの「夜」
- 博多なじみ／強いのは女の涙（1966年、キングレコード、BS-414）
- かりそめの恋／東京エレジー（1966年、キングレコード、BS-427）
- ネオン川／別れ酒（1966年7月、キングレコード、BS-481）
- 女の運命／船漕ぎ歌（1966年、キングレコード、BS-505）
- 夢は夜ひらく／女ざかりのブルース （1966年、キングレコード、BS-528）
- 心のしずく（1967年、キングレコード、BS-556）
- 俺もひとりさ／まり子の夕焼け（1967年、キングレコード、BS-571）
- 東京子守唄／恋しい雨（1967年、キングレコード、BS-590）
- 水郷小唄（1967年、キングレコード、BS-629）
- 星が云ったよ／青いゴムゾーリ（1967年4月10日、キングレコード、BS-637）-　作曲：シナ・トラオ
- 銀蝶ルース／愛しい人よ（1967年、キングレコード、BS-666）
- 下町人形／浪花そだち（1967年、キングレコード、BS-686）
- 恋がたみ（1967年、キングレコード、BS-739）-　小野由紀子とデュエット。
- 雨おんな／浪花のあかり（1968年6月1日、ミノルフォンレコード、KA-220）
- 渋谷ブルース／十勝川ブルース（1968年、ミノルフォンレコード、KA-233）
- 女ひとり／おんな物語（1969年7月20日、日本コロムビア、SAS-1331）
- 顔じゃないよ心だよ／さよなら港町（1970年9月、日本コロムビア、SAS-1449）
- ててご橋／おねやれ大五郎（1973年、日本コロムビア、SAS-1674）　- 『子連れ狼』主題歌
- 女心の唄／ネオン川（1973年、キングレコード、BS-1714）
- 虫けらの唄／河内の子守唄（1979年、クラウンレコード、CW-1825）
- 虫けらの唄／巷の唄（1979年、クラウンレコード、CWA-12）
- にがい酒／サハラ砂漠（1981年、クラウンレコード、CWA-111）
- 楽園さすらい
- 昨日・今日・明日
- 青いゴムゾーリ／虹の世界（1987年3月15日、CBSソニー、07SH-1904）
- おとこ酒／納沙布岬（ビクター、PRDS-1068）
- 台北慕情／オペコンブルース（ビクター、PRDS-1067）
- 望郷歌／ついてこいどこまでも（キングレコード、KIDX-169）
- もう一度お前と暮したい／四季・四万十川（キングレコード、KIDX-387）

### アルバム
- 女心の唄（1965年、キングレコード、SKK-140）
- カクテル小唄（1965年、キングレコード、SS-100）
- 無情の夢／懐かしのメロディを歌う（1969年、日本コロムビア、ALS-5112）
- 酒と涙と溜息と第１集（1974年、日本コロムビア、ACE-7063）
- バーブ佐竹 男の涙をうたう
- バーブ佐竹 懐かしのヒットを唄う 〜酒とネオンとバーブ佐竹〜

## テレビドラマ
- 渥美清の泣いてたまるか 第7話「明日は死ぬぞと」（1966年、TBS）
- 泣いてたまるか 第24話「カーテンが今あがる」（1966年、TBS）
- おにぎり（1966年 - 1967年、NTV）
- 特別機動捜査隊 第311話「沈黙の人」（1967年、NET）
- マコ!愛してるゥ （1967年4月から9月、TBS）主題歌『マコ!愛してるゥ』（詞・長沢ロー、唄：緑魔子、バーブ佐竹、ロイヤルナイツ）の作曲も担当。

## 「青いゴムゾーリ」
1967年に発売された「星が云ったよ」のB面「青いゴムゾーリ」（詞・長沢ロー、曲・シナ・トラオ〈佐竹のペンネーム〉）は、1980年代にTBSラジオの「コサキン」等、ラジオの深夜番組で紹介され、フジテレビ「笑っていいとも!」で放送されたのを機に、歌番組やテレビ朝日「徹子の部屋」への本人の出演、レコード（キングレコードの復刻盤、CBSソニーのリメイク盤）の再発など、一部で話題になった。
ABCラジオ「歌謡大全集」の桂南光・土谷多恵子担当の曜日では、毎年この曲を放送するのが恒例となっていた。

## NHK紅白歌合戦出場歴
| 年度/放送回               | 回 | 曲目         | 出演順 | 対戦相手   |
| ------------------------- | -- | ------------ | ------ | ---------- |
| 1965年（昭和40年）/第16回 | 初 | 女心の唄     | 09/25  | 日野てる子 |
| 1966年（昭和41年）/第17回 | 2  | ネオン川     | 21/25  | 朝丘雪路   |
| 1967年（昭和42年）/第18回 | 3  | 星が云ったよ | 17/23  | 弘田三枝子 |
| 1968年（昭和43年）/第19回 | 4  | 雨おんな     | 20/23  | 越路吹雪   |

※出演順は「出演順/出場者数」。